# Großer Österreichischer Jugendpreis
Der Große Österreichische Jugendpreis, später unter den Namen Erster Österreichischer Jugendpreis und RIZ-Erste-Jugendpreis bekannt, zeichnete die Einsendungen von Jugendlichen zu technischen, naturwissenschaftlichen, sozialen und künstlerischen Themen aus.

## Geschichte
Der Große Österreichische Jugendpreis wurde von der Ersten Österreichischen Sparkasse 1978 gegründet. Nach der Namensänderung der Bank Mitte der 1980er Jahre wurde der Preis als Der Erste Österreichische Jugendpreis bezeichnet. Der Preis wurde für technische, soziale und künstlerische Bereiche vergeben und richtete sich an Jugendliche, anfänglich bis zum Alter von 26 Jahren, das später reduziert wurde. Jedes Jahr wurde der Jugendpreis zu einem bestimmten Thema ausgeschrieben, wobei die Jury dieses bei den künstlerischen Einsendungen weit fasste. Bei der ersten Ausschreibung des Preises wurde unter anderem der spätere Kinderbuchautor Thomas Brezina ausgezeichnet, 1983 Autor Klaus Ebner.
Beispielsweise wurden die Themen zur Ausschreibung für 1983 als vier Kategorien festgelegt: Kategorie 1 Mensch und Gesellschaft mit dem Sonderthema Kommunikation zwischen den Generationen, Kategorie 2 Umwelt und Lebensqualität mit dem Sonderthema Überlebenskonzepte, Kategorie 3 Kunst, Literatur und Musik mit dem Sonderthema Geschichten über das Zusammenleben und Kategorie 4 Wissenschaft und Technik mit dem Sonderthema Computer. Diese Themen standen in Zusammenhang mit dem Jahr der Kommunikation, das 1983 von der UNO ausgerufen wurde. 1988 war der Jugendpreis zum Thema Auf ins 21. Jahrhundert ausgeschrieben.
Mit der Veränderung der Träger des Jugendpreises änderte sich auch der Name. In den 1990er Jahren wurde der Preis zum RIZ-Erste-Jugendpreis und später zum NÖ-Sparkasse-RIZ-Jugendpreis. Der Preis wendet sich nunmehr an Schüler zwischen 14 und 19 Jahren und zeichnet „kreative und zukunftsorientierte Ideen“ aus, die sich hinsichtlich Forschung oder Wirtschaft umsetzen lassen. Künstlerische Arbeiten werden nicht mehr unterstützt.

## Preisträger in künstlerischen Sparten (Auswahl)
- 1978
  - Thomas Brezina für seine Drehbücher zur Puppenfernsehserie Tim, Tom und Dominik
- 1979
  - Janko Ferk, Schriftsteller
  - Andreas Weixler, Komponist, für die Trilogie Fensterträume
- 1980
  - Alfred Pleyer, Architekt
  - Werner Lemberg für die Komposition Fünf Miniaturen für Klavier
- 1981
  - Regina Pitscheneder für die Komposition Das Kind (für Blasorchester)
  - Franz Miklis für ein Anti-Drogen-Plakat
- 1982
  - Klaus Ebner für die Novelle Das Brandmal
  - Wolfgang W. Wasserburger für das Gedicht Muttertag
- 1983
  - Klaus Ebner, Anerkennungspreis für Literatur
  - Gerhard Krammer, Komponist
- 1984
  - Werner Lemberg für die Komposition Michael oder Einmal Zukunft und zurück (Musical)
- 1986
  - Martin Ludwig Fiala, Komponist
- 1988
  - Klaus Ebner, Schriftsteller, für den Roman Nils
  - Michael Celar, Schriftsteller, für den Krimi Contact - Landung auf Aragon
  - Martin Ludwig Fiala, Komponist
  - Iby-Jolande Varga, für den Film Neue Kristalle
- 1990
  - Iby-Jolande Varga, Film

## Preisträger in der Kategorie Wissenschaft und Technik
- 1979
  - Schülergruppe des Akademischen Gymnasiums Salzburg, 17–18 Jahre, für Computersimulation der Wartezeiten in einer Bank (Computerprogramm)
  - Peter Machata, 20 Jahre, für Sonnenaktivität 1978 (wissenschaftliche Abhandlung)
  - Robert Weinzierl, 17 Jahre, für Chemische Synthese eines Genabschnittes für Ocytocin (Forschungsprojekt)
- 1988
  - Harald Mizerovsky hat für Kampfrhetorik den Hauptpreis erhalten 1988 Preis für Kampfrhetorik

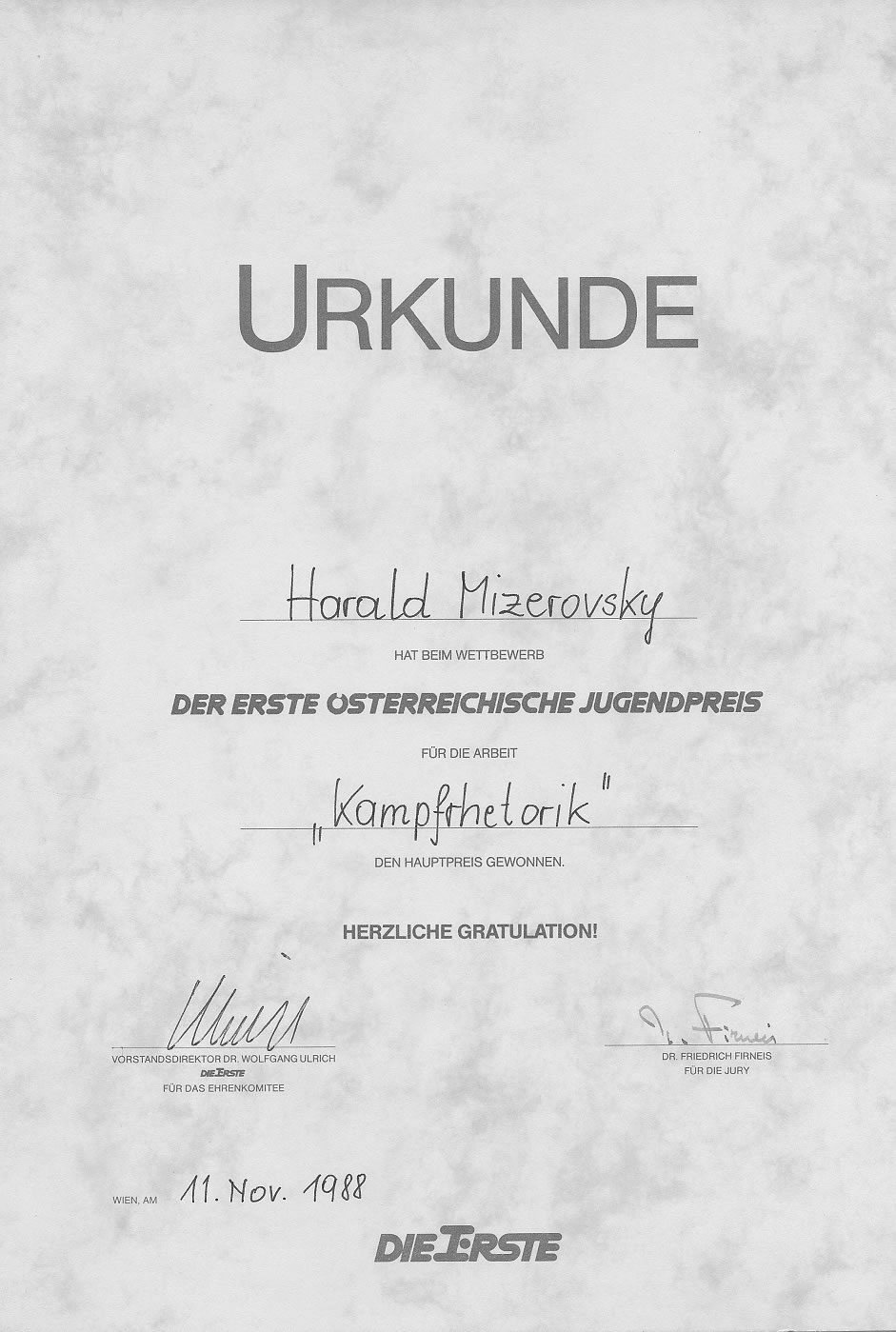
1988 Preis für Kampfrhetorik